# Gouvernement Leone I
 (septembre 2023).
Si vous disposez d'ouvrages ou d'articles de référence ou si vous connaissez des sites web de qualité traitant du thème abordé ici, merci de compléter l'article en donnant les références utiles à sa vérifiabilité et en les liant à la section « Notes et références ».
République italienne
Fanfani IV Moro I
Le gouvernement Leone I (en italien : Governo Leone I) est le 18e gouvernement de la République italienne entre le 22 juin et le 5 décembre 1963, durant la IVe législature du Parlement.
Ce gouvernement minoritaire de la Démocratie chrétienne est dirigé par l'ancien président de la Chambre des députés Giovanni Leone. Nommé au début de la IVe législature, il constitue un cabinet de transition dans l'attente de la mise en place d'une majorité de centre gauche sous l'égide d'Aldo Moro. Il démissionne une fois les conditions réunies, moins de six mois après son assermentation.

## Historique du mandat
Dirigé par le nouveau président du Conseil des ministres démocrate chrétien Giovanni Leone, précédemment président de la Chambre des députés, ce gouvernement est constitué par Démocratie chrétienne (DC). Seule, elle dispose de 260 députés sur 630, soit 41,3 % des sièges de la Chambre des députés, et 132 sénateurs sur 315, soit 41,9 % des sièges du Sénat de la République. Il bénéficie de l'abstention du Parti socialiste italien (PSI), du Parti social-démocrate italien (PSDI) et du Parti républicain italien (PRI), qui disposent ensemble de 126 députés, soit 20 % des sièges de la Chambre, et 59 sénateurs, soit 18,7 % des sièges du Sénat.
Il est formé à la suite des élections générales du 28 et 29 avril 1963.
Il succède donc au quatrième gouvernement du démocrate chrétien Amintore Fanfani, constitué d'une coalition entre la DC, le PSDI et le PRI, qui bénéficiait du soutien sans participation du PSI.

### Formation
Au cours du scrutin, la DC obtient moins de 40 % des voix dans les deux chambres du Parlement, pour la première fois depuis la proclamation de la République en 1948. Le Parti communiste italien (PCI), principale force de l'opposition, dépasse de son côté les 25 %, là encore une première en 15 ans.
Le président de la République Antonio Segni charge alors le secrétaire de la Démocratie chrétienne Aldo Moro de former un nouvel exécutif le 25 mai et celui-ci entreprend de constituer une majorité de centre gauche avec le PSI, le PSDI et le PRI. Il doit renoncer le 18 juin après que le Parti socialiste s'est finalement montré hostile à le soutenir.
Le chef de l'État fait appel dès le lendemain à Leone, réélu le 16 mai président de la Chambre des députés, pour qu'il constitue un cabinet minoritaire monocolore de transition, afin de laisser à la DC et à Moro le temps de former une majorité l'associant aux socialistes, aux sociaux-démocrates et aux républicains. Il présente le 22 juin une liste de 22 ministres — dont un vice-président du Conseil — et tous sont assermentés par le président Segni.
Il reçoit la confiance du Sénat de la République le 5 juillet par 133 voix pour, 110 voix contre et 76 abstentions. L'investiture de la Chambre des députés lui est accordée six jours plus tard avec 255 suffrages favorables, 225 défavorables et 119 abstentions. S'opposent au gouvernement Leone I le PCI, le Parti libéral italien (PLI) et le Mouvement social italien (MSI).

### Succession
Giovanni Leone remet sa démission au président de la République le 5 novembre, afin de permettre la désignation d'un nouveau chef du gouvernement et la mise sur pied d'une coalition à quatre partis. Chargé d'un mandat exploratoire six jours plus tard, Aldo Moro parvient à ses fins en signant un accord politique avec le PSI, le PSDI et le PRI le 23 novembre. Le gouvernement Moro I prête serment le 5 décembre.

## Composition
- Les nouveaux ministres sont indiqués en gras, ceux ayant changé d'attributions en italique.

| Poste                                                                                          | Titulaire | Titulaire                  | Parti |
| ---------------------------------------------------------------------------------------------- | --------- | -------------------------- | ----- |
| Président du Conseil des ministres                                                             |           | Giovanni Leone             | DC    |
| Vice-président du Conseil des ministres Ministre des Affaires étrangères                       |           | Attilio Piccioni           | DC    |
| Secrétaire d'État à la présidence du Conseil des ministres Secrétaire du Conseil des ministres |           | Crescenzo Mazza            | DC    |
| Ministres sans portefeuille                                                                    |           |                            |       |
| Président du comité ministériel pour le Mezzogiorno et les Zones en crise                      |           | Giulio Pastore             | DC    |
| Ministre pour les Relations entre le gouvernement et le Parlement                              |           | Giuseppe Codacci Pisanelli | DC    |
| Ministre pour la Réforme de l'Administration publique                                          |           | Roberto Lucifredi          | DC    |
| Ministres                                                                                      |           |                            |       |
| Ministre de l'Intérieur                                                                        |           | Mariano Rumor              | DC    |
| Ministre des Grâces et de la Justice                                                           |           | Giacinto Bosco             | DC    |
| Ministre du Budget                                                                             |           | Giuseppe Medici            | DC    |
| Ministre des Finances                                                                          |           | Mario Martinelli           | DC    |
| Ministre du Trésor                                                                             |           | Emilio Colombo             | DC    |
| Ministre de la Défense                                                                         |           | Giulio Andreotti           | DC    |
| Ministre de l'Instruction publique                                                             |           | Luigi Gui                  | DC    |
| Ministre des Travaux publics                                                                   |           | Fiorentino Sullo           | DC    |
| Ministre de l'Agriculture et des Forêts                                                        |           | Bernardo Mattarella        | DC    |
| Ministre des Transports et de l'Aviation civile                                                |           | Guido Corbellini           | DC    |
| Ministre des Postes et des Télécommunications                                                  |           | Carlo Russo                | DC    |
| Ministre de l'Industrie et du Commerce                                                         |           | Giuseppe Togni             | DC    |
| Ministre de la Santé                                                                           |           | Angelo Raffaele Jervolino  | DC    |
| Ministre du Commerce extérieur                                                                 |           | Giuseppe Trabucchi         | DC    |
| Ministre de la Marine marchande                                                                |           | Francesco Maria Dominedò   | DC    |
| Ministre des Participations étatiques                                                          |           | Giorgio Bo                 | DC    |
| Ministre du Travail et de la Sécurité sociale                                                  |           | Umberto Delle Fave         | DC    |
| Ministre du Tourisme et du Divertissement                                                      |           | Alberto Folchi             | DC    |